# Urânio natural

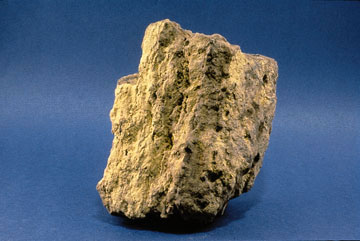
Foto do minério de Urânio (Urânio Natural)

Urânio natural é uma das denominações para o Urânio encontrado na natureza, ou minério de Urânio, sem ter sido enriquecido, contendo cerca de 0,7% de Urânio-235  99,3% de urânio-238 e traços de urânio–234. Sendo o isótopo 235 o mais relevante à produção de energia em reatores nucleares, pesquisa e produção de armas nucleares. Todavia, é importante ressaltar que o isótopo 238 e 234 do Urânio não são físseis, portanto, não têm uso relevante à indústria nuclear e tem seu uso limitado à produção de produtos que precisam de metais alta densidade, como pesos de aviões e barcos e na indústria bélica, em projéteis balísticos de armas de fogo, já que sua densidade chega a ser superior ao chumbo.

## Origem e formação do Urânio natural
Como outros elementos com um número atômico maior que o ferro, o urânio se formou nas supernovas. Os principais isótopos de urânio eram 235-U, 238-U e 236-U, que, devido à meia-vida curta, haviam se transformado completamente em tório.
Quando o planeta Terra se formou, a concentração do isótopo 235-U era de aproximadamente 3% em comparação com os atuais 0,711%. Portanto, uma concentração inicial mais alta de 235 U foi capaz de desencadear uma reação em cadeia da fissão sob condições apropriadas.
A Agência Internacional de Energia Atómica, estimou as reservas mundiais de urânio em 5,4 milhões de toneladas em todo mundo em 2009, sendo que 31% está na Austrália, 12% no Cazaquistão, 9% no Canadá e 9% na Rússia. A produção mundial subiu cerca de 50 000 toneladas em 2009 comparando com 2008, sendo os maiores produtores em 2009 o Cazaquistão (28%), o Canadá (20%), a Austrália (16%), a Namíbia (9%), a Rússia (7%), o Níger (6%) e Uzbequistão (5%).

## Aplicação
O Urânio natural é pouco eficiente para a aplicação direta para a maioria dos reatores nucleares, devido ao seu baixo teor de Urânio-235, embora alguns reatores  ainda consigam operar com ele, como o RBMK – devido a usar grafite e água leve como moderador, muito presente na União Soviética e que depois teve seu uso reduzido devido a várias falhas de segurança apresentadas como o coeficiente de vazio positivo e a falta de uma contenção, além da catástrofe nuclear de Chernobyl que acabou por questionar muito a sua segurança — e o CANDU, presente no Canadá, são exemplos de reatores capazes de operar com Urânio natural.  
Destarte, o enriquecimento do Urânio é o que o torna viável para a maior para das aplicações na indústria nuclear, sendo necessário aumentar a concentração do isótopo-235 para 3 a 5 % para conseguir usá-lo em reatores de água leve.
Contudo, Compete à Agência Internacional de Energia Atómica (AIEA) monitorizar e controlar a produção segura e o destino do urânio enriquecido para a geração de energia atômica, de modo a evitar a proliferação de armas nucleares, já que diferentes quantidades de concentrações Urânio-235 têm diferentes aplicações e concentrações mais altas, por exemplo, podem ser usadas para a produção de bombas atômicas.